# Europese kampioenschappen judo 1976 (vrouwen)
De Europese kampioenschappen judo 1976 werden van 9 tot en met 12 december 1976 gehouden in Wenen, Oostenrijk. 

## Resultaten
| Gewichtsklasse | Goud               | Zilver             | Brons                                   |
| -------------- | ------------------ | ------------------ | --------------------------------------- |
| – 48 kg        | Jane Bridge        | Emilia Davico      | Eva Hillesheim Josiane Tripet           |
| – 52 kg        | Edith Hrovat       | Gerda Winklbauer   | Hennie Matteman Andrée Dayez            |
| – 56 kg        | Sigrid Happ        | Sacramento Moyano  | Sylviane Trucios Franca Luzzi           |
| – 61 kg        | Martine Rottier    | Marina Angelović   | Marie-France Mill Andrea Hilger-Solbach |
| – 66 kg        | Paulette Fouillet  | Jocelyne Triadou   | Laura Di Toma Gabriele Czerwinski       |
| – 72 kg        | Catherine Pierre   | Marianne Promegger | Judith Salzmann Noella Jodogne          |
| + 72 kg        | Christiane Kieburg | Ellen Cobb         | Giovanna Parenti Margherita De Cal      |
| Open           | Laura Di Toma      | Carina Thomas      | Christiane Kieburg Catherine Pierre     |

## Medailleklassement
| Plaats | Land                     | Goud | Zilver | Brons | Totaal |
| 1      | Frankrijk                | 3    | 1      | 4     | 8      |
| 2      | Bondsrepubliek Duitsland | 2    | -      | 4     | 6      |
| 3      | Oostenrijk               | 1    | 2      | -     | 3      |
| 4      | Italië                   | 1    | 1      | 4     | 6      |
| 5      | Verenigd Koninkrijk      | 1    | 1      | -     | 4      |
| 6      | Nederland                | -    | 1      | 1     | 2      |
| 7      | Spanje                   | –    | 1      | -     | 1      |
| 7      | Joegoslavië              | –    | 1      | -     | 1      |
| 9      | België                   | –    | –      | 2     | 2      |
| 10     | Zwitserland              | –    | –      | 1     | 1      |
|        | Totaal                   | 8    | 8      | 16    | 32     |